# Call of Duty: Warzone Mobile
Call of Duty: Warzone Mobile foi um jogo de tiro em primeira pessoa, desenvolvido pelos estúdios Beenox, Demonware, Digital Legends Entertainment, High Moon Studios, Infinity Ward, Raven Software, Sledgehammer Games e Solid State Studio e publicado pela Activision, o jogo foi lançado para Android e iOS em 21 de março de 2024 e descontinuado em 16 de Maio de 2025

## Jogabilidade
Call of Duty: Warzone Mobile é um jogo de tiro tático e estratégico em primeira pessoa para celular. Ao contrário de Warzone, Warzone Mobile hospeda um máximo de 120 jogadores por mapa em vez de 150. 120 lobbies de jogadores com um conjunto confirmado de modos de jogo que consistem em “Battle Royale” e “Resurgence”." Ambos os modos de jogo consistem nos tipos de lobby "Solo", "Duo", "Trio" e "Quarteto" para ambos os tipos de modo de jogo, contando também com um sistema aleatorio que muda a dificuldade da partida entre casual, normal, veterano(aumentando a dificuldade do lobby).
Para sobreviver, o jogador e sua equipe devem reunir suprimentos e armas de outros jogadores ou permanecer na "zona segura" em uma área aberta que está continuamente fechando devido à expansão de um gás tóxico. O vencedor é o último indivíduo ou equipe sobrevivente. Após ser eliminado, o jogador é transferido para o “Gulag”, onde terá a rara oportunidade de ser redistribuído caso vença um combate contra outro jogador eliminado. O relançamento da saga Modern Warfare serve de base para o cenário, personagens, mercadorias, armas e estilos de jogo do jogo.
Warzone Mobile usa “progressão cruzada” para sincronizar seu conteúdo com Call of Duty: Modern Warfare III e Call of Duty: Warzone 2.0 após o lançamento restrito.  No entanto, não oferece suporte a jogos multiplataforma, além das versões para Windows e console. Verdansk acomodará partidas com até 120 jogadores, enquanto Rebirth Island acomodará partidas com até 48 jogadores. Após o lançamento, o jogo incluirá modos antigos de Call of Duty, como Dominação, Baixa Confirmada, Localizar & Destruir, Controll entre outros, em mapas incluindo Shipment, Shoot House e Scrapyard, entre outros.
Cris Plummer, vice-presidente da divisão móvel da Activision, afirmou que Warzone Mobile alcançaria todos os jogadores reais, em contraste com outros jogos móveis do mesmo gênero, que normalmente atingiam apenas 10% dos jogadores reais com base em estatísticas internas (com o entendimento de que o outro parte seria concluída por bots). Ele está definido para ser lançado como um título gratuito para jogar sem qualquer assinatura necessária. Warzone Mobile também terá suporte para controlador no lançamento.

## Desenvolvimento e lançamento
Em 10 de março de 2022, o desenvolvimento de Call of Duty: Warzone Mobile foi anunciado oficialmente pela primeira vez.  O site oficial do Call of Duty publicou através do seu blog e da Activision via Twitter a preparação para trazer a experiência Call of Duty: Warzone para dispositivos móveis, bem como um convite para se juntar à equipe de desenvolvimento. Foi revelado no blog Call of Duty que Digital Legends Entertainment, Beenox, Activision Studios, High Moon Studios, Demonware, Raven Software, com a Infinity Ward, Sledgehammer Games e Solid State Studios estão trabalhando na versão móvel de Call of Duty: Warzone.
Call of Duty: Warzone Mobile foi anunciado em setembro de 2022. em 11 de maio de 2022, outra publicação anunciou o início dos testes fechados da versão alfa do Warzone Mobile (antigo Projeto Arora). Em 8 de setembro de 2022, durante o gamespot swipe mobile showcase, o vice-presidente da Activision Mobile, Chris Plummer, anunciou que o projeto arora seria lançado sob o nome Warzone Mobile. Em 15 de setembro de 2022, durante o próximo evento do Call of Duty, a Activision anunciou o próximo lançamento do Call of Duty: Warzone Mobile, com lançamento mundial previsto para 2023.
a fase de testes privados terminou em 1º de novembro de 2022. poucos dias depois, convites para um evento em Londres foram enviados a produtores de conteúdo que já haviam trabalhado nas fases iniciais do jogo. O objetivo do encontro foi que eles se encontrassem com os desenvolvedores, trocassem histórias sobre o período de testes e experimentassem uma nova versão do jogo. O Call Of Duty: Warzone Mobile Global Summit ocorreu em privado nos dias 13 e 14 de novembro, e os participantes não foram autorizados a compartilhar qualquer informação sobre o evento até 21 de novembro.
Um trailer de pré-registro foi revelado durante o anúncio. Em novembro de 2022, a versão beta foi lançada na Austrália. Em outubro de 2023, o jogo foi adiado para o início de 2024. Atualmente a versão beta está disponível na Austrália, Chile, Noruega, Suécia, Alemanha e Malásia. Em 28 de fevereiro de 2024 anúnciou um sucesso de mais de 50 milhões de pré-registros, mantendo o requisito mínimo pra Android 9 4GBRAM com Adreno 618, e iOS A partir do iPhone 8, a Activision anunciou a data de lançamento de Call of Duty: Warzone Mobile no Android e iOS em 21 de março de 2024.
Em 16 de Maio de 2025, por meio de uma nota emitida no site e pelas redes sociais do jogo, a Activision informou que o encerramento do suporte ao serviço após o jogo não atender às expectativas da empresa. Os downloads tanto na Apple Store, quanto no Google Play ficaram disponíveis até o dia 19 de Maio de 2025. A nota também informou que foi encerrada qualquer adição de novos conteúdos incluindo novas armas, eventos, passes de batalha e o Blackcell do Call of Duty: Warzone e Call of Duty: Black Ops 6. No entanto, os servidores ainda estarão ativos por tempo indeterminado para quem tiver o jogo instalado.

## Recepção
A versão beta recebeu críticas bem positivas de Marshall Honorof de Tom's Guide e Emma Matthews da IGN.